# Сахаров, Анатолий Михайлович (шахтёр)
Анатолий Михайлович Сахаров (4 января 1931 — 23 декабря 2021) — советский шахтёр, бригадир проходчиков на шахте «Воргашорская», Герой Социалистического Труда (1980).

## Биография
Приехал в Воркуту в августе 1958 года. Начал работать проходчиком на шахте № 5 (ныне шахта «Северная»). В 1969 году окончил Воркутинский горный техникум. Сначала был проходчиком, затем бригадиром. В 1975 году бригаду проходчиков в полном составе перевели на новую шахту «Воргашорская», где масштабы работы были намного больше. Работали на самом горячем участке — нарезали выемочные поля для добычников, которые первыми в истории Печорского угольного бассейна добыли за год 1 млн тонн угля. И на шахте «Воргашорская» бригада проходчиков Сахарова всегда была первой.
В 1983 году достижения бригады стали рекордными для всей угольной отрасли и составили 1311 п.м. 03.03.1980 года за выдающиеся достижения в труде, большой личный вклад в досрочное освоение проектных показателей шахты и выполнение социалистических обязательств ему присвоено звание Героя Социалистического Труда. Полный кавалер «Шахтёрской славы», почётный шахтёр, заслуженный шахтёр РСФСР, Анатолий Михайлович занесён в книгу Трудовой славы передовиков угольной отрасли Минуглепрома СССР.
Умер 23 декабря 2021 года в Алексине.

## Награды
- Золотая медаль «Серп и Молот»(03.03.1980)
- Орден Ленина (29.06.1966)
- Орден Ленина (03.03.1980)
- Орден Дружбы народов (29.04.1980)
- Медаль «В ознаменование 100-летия со дня рождения Владимира Ильича Ленина»(6 апреля 1970)
- Медаль «За трудовое отличие»
- Медаль «Ветеран труда»
- Знак «Шахтёрская слава» трёх степеней;
- знаком «Победитель социалистического соревнования МУП СССР»;
- Знак «Заслуженный шахтёр РСФСР»
- Почётный шахтёр СССР;
- Почётный механизатор угольной промышленности СССР